# Schönberg (Holstein)
Schönberg (en baix alemany Schöönbarg) és un municipi de l'estat federal alemany de Slesvig-Holstein al nord-oest del districte alemany de Plön. La seva població supera el 6000 habitants a la fi de l'any 2012.
El comte Adolf IV de Schaumburg va donar la zona septentrional de l'actual districte de Plön a l'abadia benedictina de Preetz. Aquesta Probstei o prebostat va donar el seu nom a la zona i més tard a l'amt, la subdivisió administrativa a la qual Schönberg pertany amb Laboe i Stakendorf. El prebost Frederic va fonamentar el poble de Schöneberg probablement entre 1245 i 1250. El primer esment escrit Sconeberg data del 1259. El nom significa Bell Munt i refereix al turó al qual va construir-se l'església i la Plaça del Mercat, on es concentraven els masos, protegit per un landwehr. La situació alta del poble va protegir-lo de les marejades fortes que sovint van inundar els prats més baixos a l'entorn del riu Schönberger Au.
És un balneari a la badia de Kiel (Kieler Bucht) al mar Bàltic. Tot i haver-hi unes petites empreses industrials, el turisme, al costat de l'agricultura de sempre, va esdevenir l'activitat econòmica principal. Hi ha un projecte de revitalitzar l'antic ferrocarril i d'inserir-lo en una xarxa tramviària per construir a l'entorn de la ciutat de Kiel, per tal d'estimular el desenvolupament econòmic de la zona.

## Nuclis

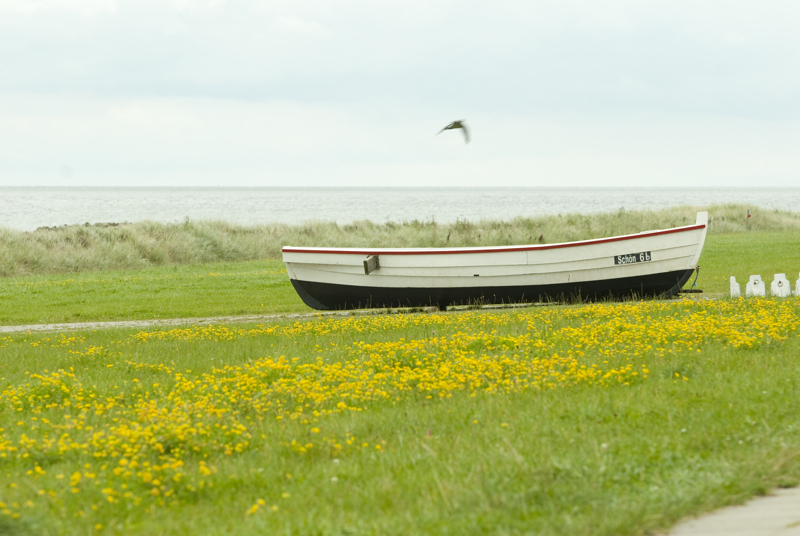
Platja Kalifornien

Schönberg, Neuschönberg, Schönberger Strand, Brasilien, Kalifornien i Holm.

## Llocs d'interès
- El ferrocarril històric cap a Kiel
- El museu de l'Amt Probstei
- El museu de les criatures (Kindheitsmuseum)
- Les platges

## Agermanaments
- Älvdalen, Suècia (1975)
- Eldridge, (Estats Units d'Amèrica) (2000)
- Haljala, (Estònia) (1992)

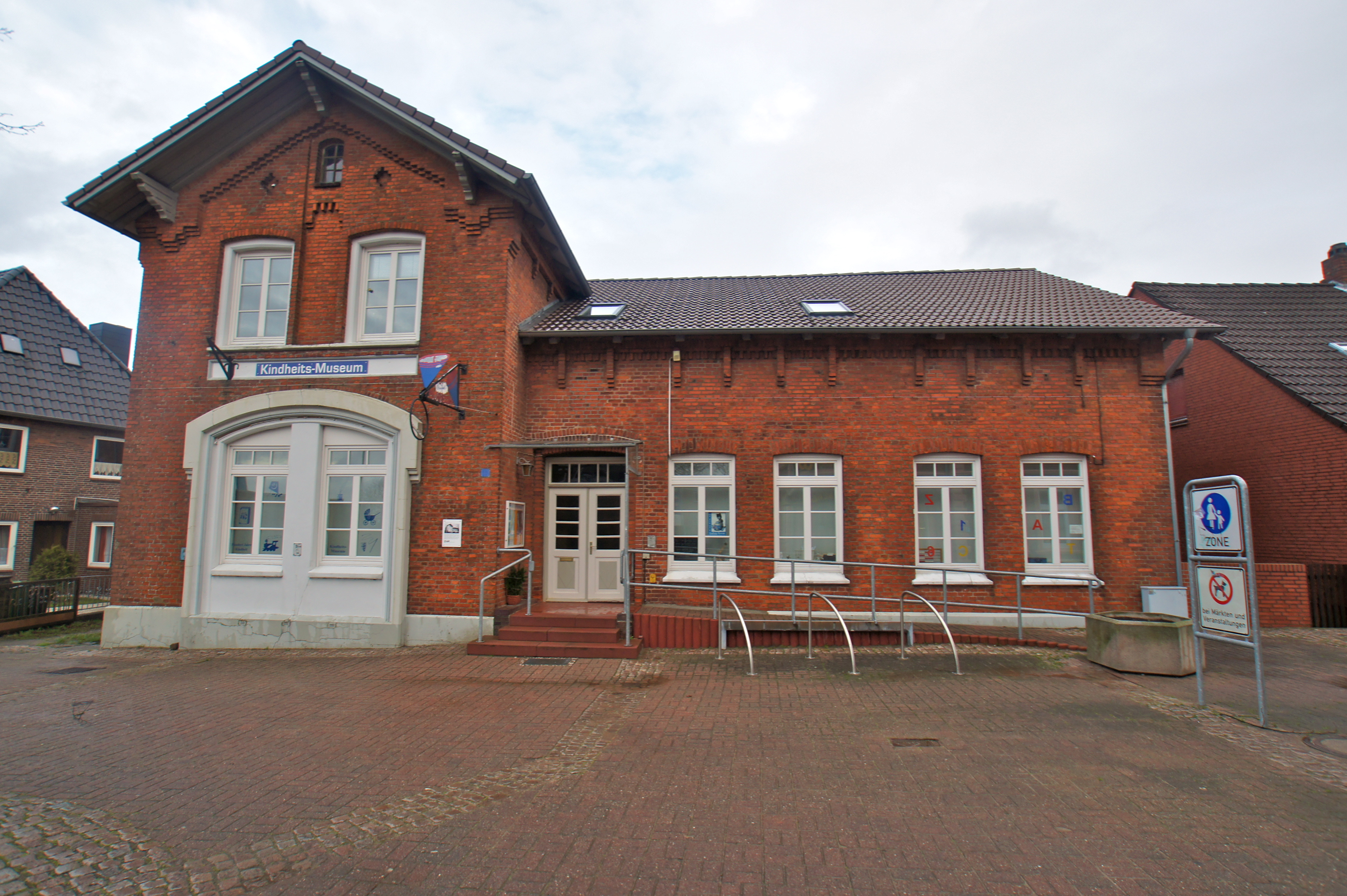
El museu de les criatures
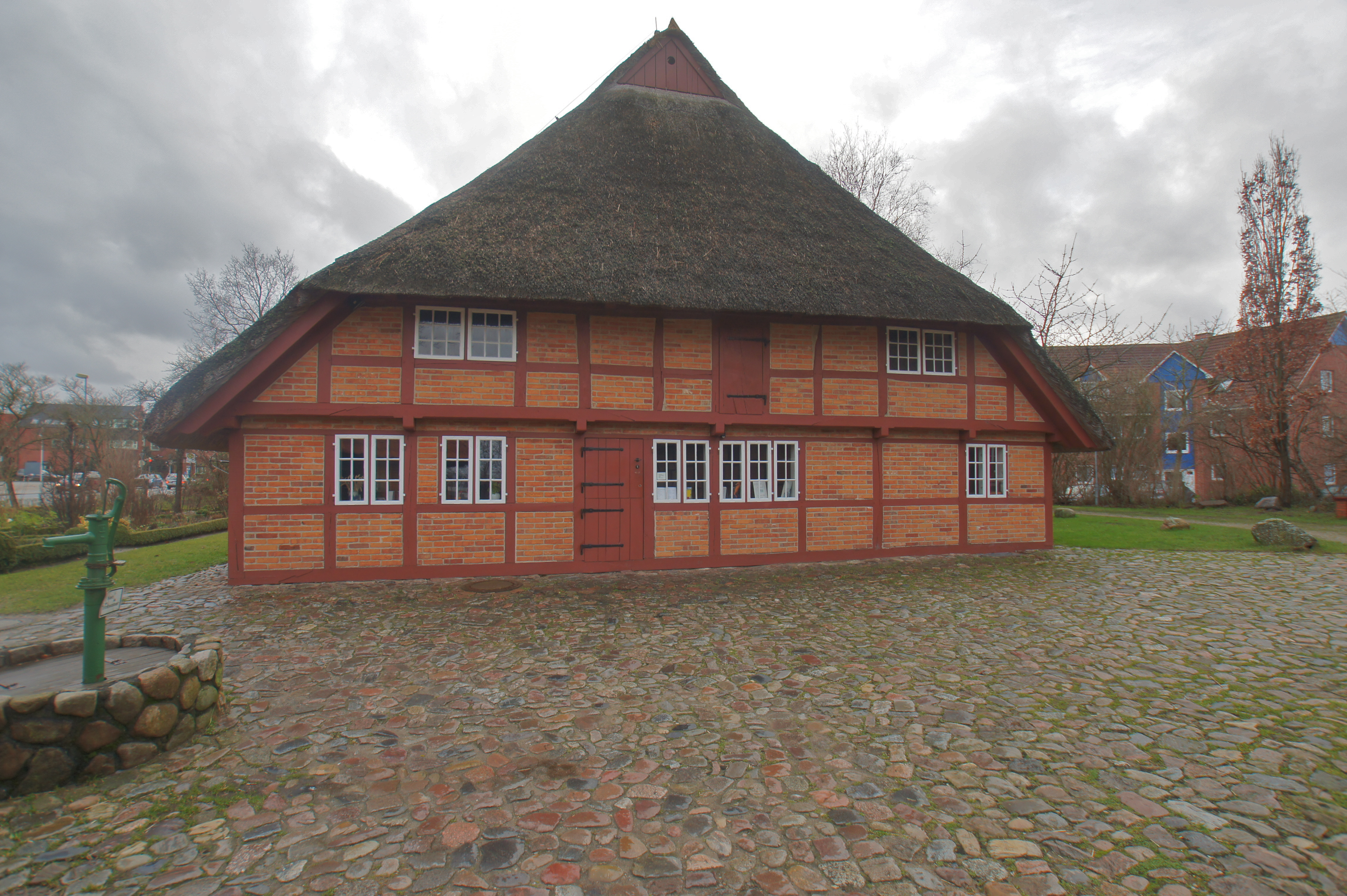
El museu del prebostat (Probsteimuseum) a un antic mas d'entramat de fusta
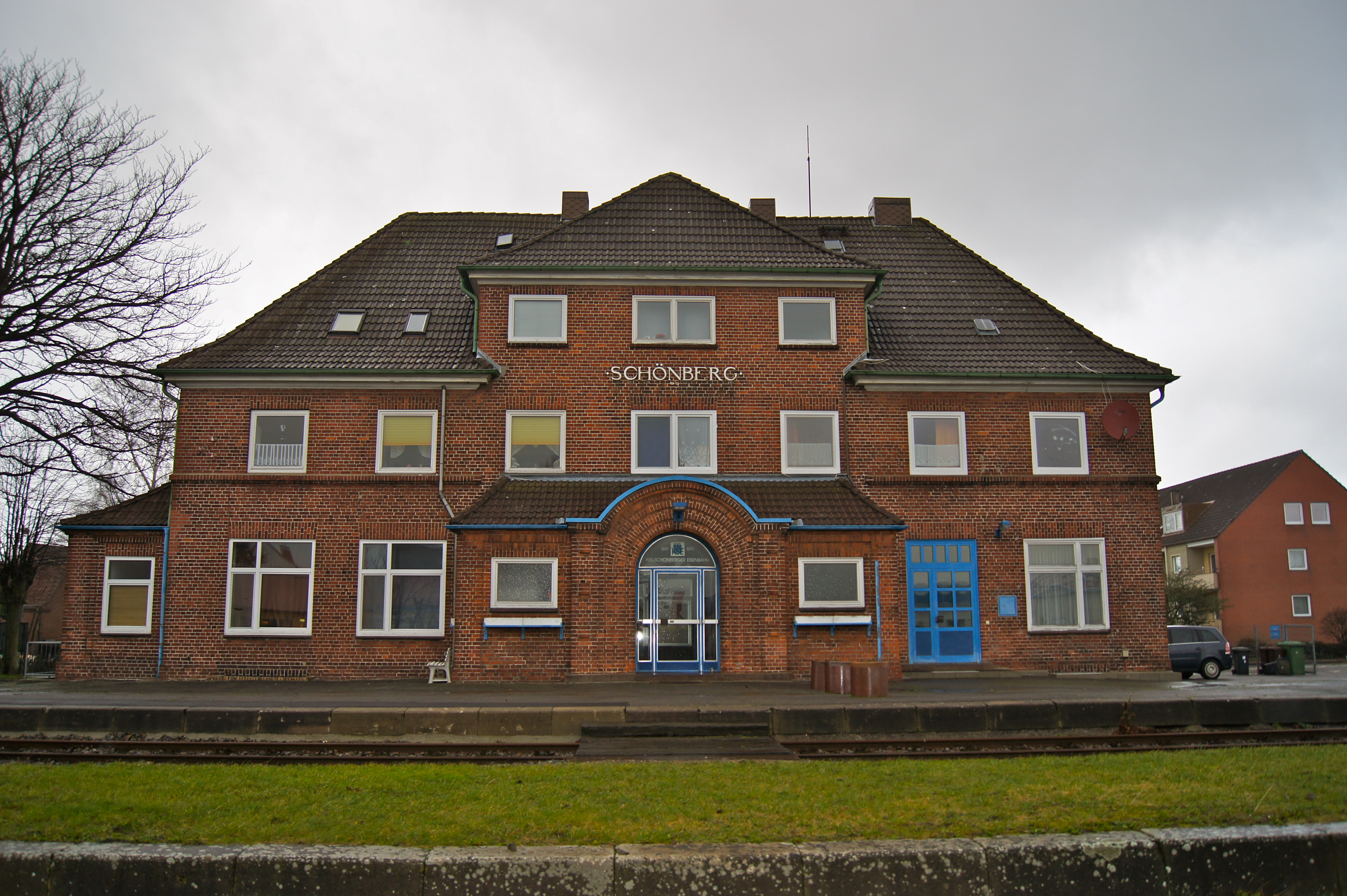
L'estació del ferrocarril KSE (Kiel-Schönberger-Eisenbahn)
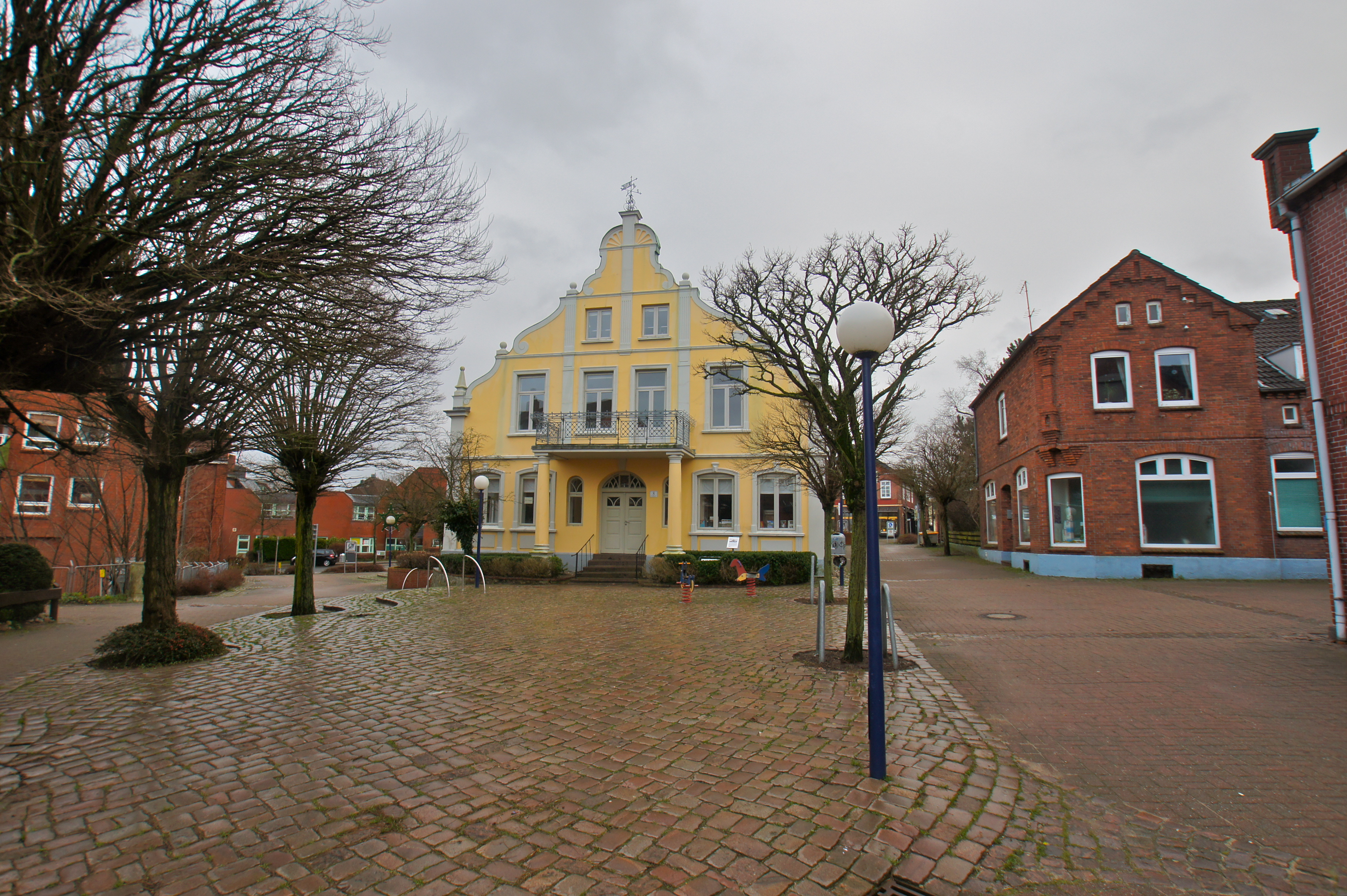
La biblioteca municipal